# Герб Камари-де-Лобуша
Ге́рб Ка́мари-де-Ло́буша — офіційний символ міста Камара-де-Лобуш, Португалія. Використовується як територіальний герб. У синьому щиті золотий якір, обабіч якого два морські котики натурального кольору, обернені догори. Щит увінчує срібна мурована міська корона з п'ятьма вежами.  Під щитом біла стрічка, на якій великими літерами напис португальською: «Câmara de Lobos» (Камара-де-Лобуш).  Офіційно затверджений 9 вересня 1997 року. Створений на основі попереднього містечкового герба, ухваленого 4 січня 1957 року. Якір символізує міську гавань, а морські котики (порт. lobos marinhos, лобуш-марінюш) — співзвуччя із назвою міста.

## Галерея

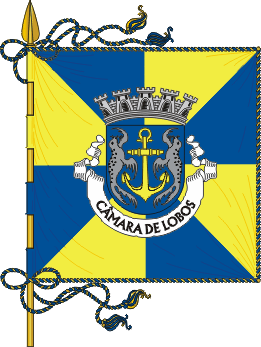
Прапор
Герб Камарів